# 布尔津柳
布尔津柳（学名：Salix bulkingensis）是杨柳科柳属的植物，为中国的特有植物。分布在中国大陆的新疆等地，生长于海拔475米的地区，一般生于河边，目前尚未由人工引种栽培。